# Адильбеков, Керимше Адильбекович
Адильбеков Керимше Адильбекович (родился 13 марта 1940 года, с. Бешкобур,Келесский район, КазССР) — казахстанский врач, хирург, Отличник Здравоохранения Республики Казахстан (1992).

## Биография
В 1956 году окончил с серебряной медалью сельскую среднюю школу «Ленин жолы» Келесского района.
С 1957 года Керимше Адильбекович студент лечебного факультета Алма-Атинского Государственного медицинского института, который успешно закончил в 1963 году.
В 1963 году начал свою трудовую деятельность в г. Сары-Агач, в центральной районной больнице врачом-хирургом, затем в должности заместителя главного врача, на которой проработал до 03 ноября 1966 года.
В 1966 году Керимше Адильбекович переехал в Алма-Ату, где практическую работу совмещал с учёбой в аспирантуре на кафедре общей хирургии Алма-Атинского Государственного медицинского института.
С 1969 по 1986 годы работал ассистентом, доцентом на хирургических кафедрах Алма-Атинского Государственного медицинского института.
С 1972 по 1979 годы был заместителем декана лечебного факультета Алма-Атинского Государственного медицинского института.
С 1986 года Керимше Адильбекович проходил докторантуру в Научно-исследовательском институте имени Н. В. Склифасовского, в городе Москва.
07 декабря 1988 года принимал активное участие в оказании медицинской помощи пострадавшим при катастрофическом землетрясении в г. Спитак, г. Ленинокан, г. Кировокан, Республика Армения. Благодаря своим научно-практическим знаниям лично спас от смерти и инвалидности более 150 человек.
В 1990 году защитил диссертацию на соискание ученой степени доктора медицинских наук на тему: «Комплексная детоксикация и иммунокоррекция при тяжелой механической травме с раздавливанием мягких тканей».
С 1991 года являлся членом диссертационного совета института имени А.Сызганова. Им выпущено 56 научных публикаций, он является автором двух монограмм и изобретения (авторское свидетельство № 1600781). Под его руководством защищено 5 кандидатских диссертаций и 2 докторских диссертации. Участвовал в создании и формировании кафедры хирургических болезней для интернов Алма-Атинского Государственного медицинского института на базе Научно-исследовательского института им. А.Сызганова. Был Заместителем Руководителя. Керимше Адильбекович проводил педагогическую и лечебную работу по воспитанию новой плеяды хирургов в суверенном Казахстане. Несмотря на занятость в педагогической деятельности профессор Адильбеков К. А. проводил интенсивную научную и лечебную работу, был известен не только в нашей Республике, но и далеко за её пределами. Не прерывая научную деятельность профессор Адильбеков К. А. был ещё и высококлассным хирургом, владел практически всеми видами сложнейших операций на органах пищеварительного тракта, при этом обучал молодых хирургов техническим особенностям по ходу операций. Из наиболее перспективных методов детоксикации организма явилось его внедрение в виде лечебного плазмафереза в хирургию, что способствовало улучшению в значительной степени результатов хирургической коррекции заболевания.
В июне 1992 года Керимше Адильбекович был направлен в г. Шымкент в Государственный фармацевтический институт проректором по клинической работе, где зарекомендовал себя эрудированным ученым, высококвалифицированным педагогом с широким диапазоном знаний не только в области своей специальности, но и в смежных медицинских дисциплинах. Много внимания уделял учебному процессу и улучшению успеваемости студентов.
С мая 1993 года и до конца жизни исполнял обязанности ректора института. Принял непосредственное и активное участие в организации общемедицинского факультета института и его преобразовании в Южно-Казахстанскую Государственную медицинскую академию.
Керимше Адильбекович скоропостижно скончался при исполнении обязанности ректора института 26 июля 1993 года.
Отдавая дань уважения его светлой памяти, по ходатайству Ученого совета института, Городской маслихат присвоил имя Адильбекова Керимше одной из улиц города Шымкент.
Керимше Адильбекович при жизни имел двух детей, оба являются медицинскими работниками. Сын — врач-хирург, кандидат медицинских наук; дочь — врач-кардиолог, возглавляет частную медицинскую организацию. Жена — детский врач-стоматолог, «Отличник Здравоохранения», сейчас — пенсионер, растит внуков.

## Награды и звания
- Cеребряная медаль сельской средней школы «Ленин жолы» Келесского района (1956)
- Нагрудный знак «Отличник здравоохранения» (КазССР)(1975)
- Нагрудный знак «Отличник здравоохранения» (КазССР)(1985)
- Звание и нагрудный знак "Отличник Здравоохранения Республики Казахстан (1992)
- Благодарственная грамота Ассоциации армян Казахстана — (07.12.2014 г. посмертно)
- По инициативе коллектива Шымкентского медицинского института в 1994 году по адресу г. Шымкент 8 микрорайон, дом 8А была установлена памятная доска Адильбекову К. А.